# Saulgond
Saulgond település Franciaországban, Charente megyében. Lakosainak száma 531 fő (2022. január 1.). Saulgond Brigueuil, Chabrac, Étagnac, Lesterps, Saint-Christophe, Saint-Maurice-des-Lions és Saint-Junien községekkel határos.

## Népesség
A település népessége az elmúlt években az alábbi módon változott:
| Lakosok száma | 627  | 464  | 475  | 497  | 505  | 507  | 522  | 524  | 529  | 531  |
|               | 1968 | 1982 | 1990 | 2006 | 2013 | 2015 | 2017 | 2019 | 2020 | 2022 |